# Kościół Niepokalanego Poczęcia Najświętszej Maryi Panny w Szreńsku
Kościół Niepokalanego Poczęcia Najświętszej Maryi Panny w Szreńsku – rzymskokatolicki kościół parafialny należący do dekanatu mławskiego diecezji płockiej.

## Historia i architektura

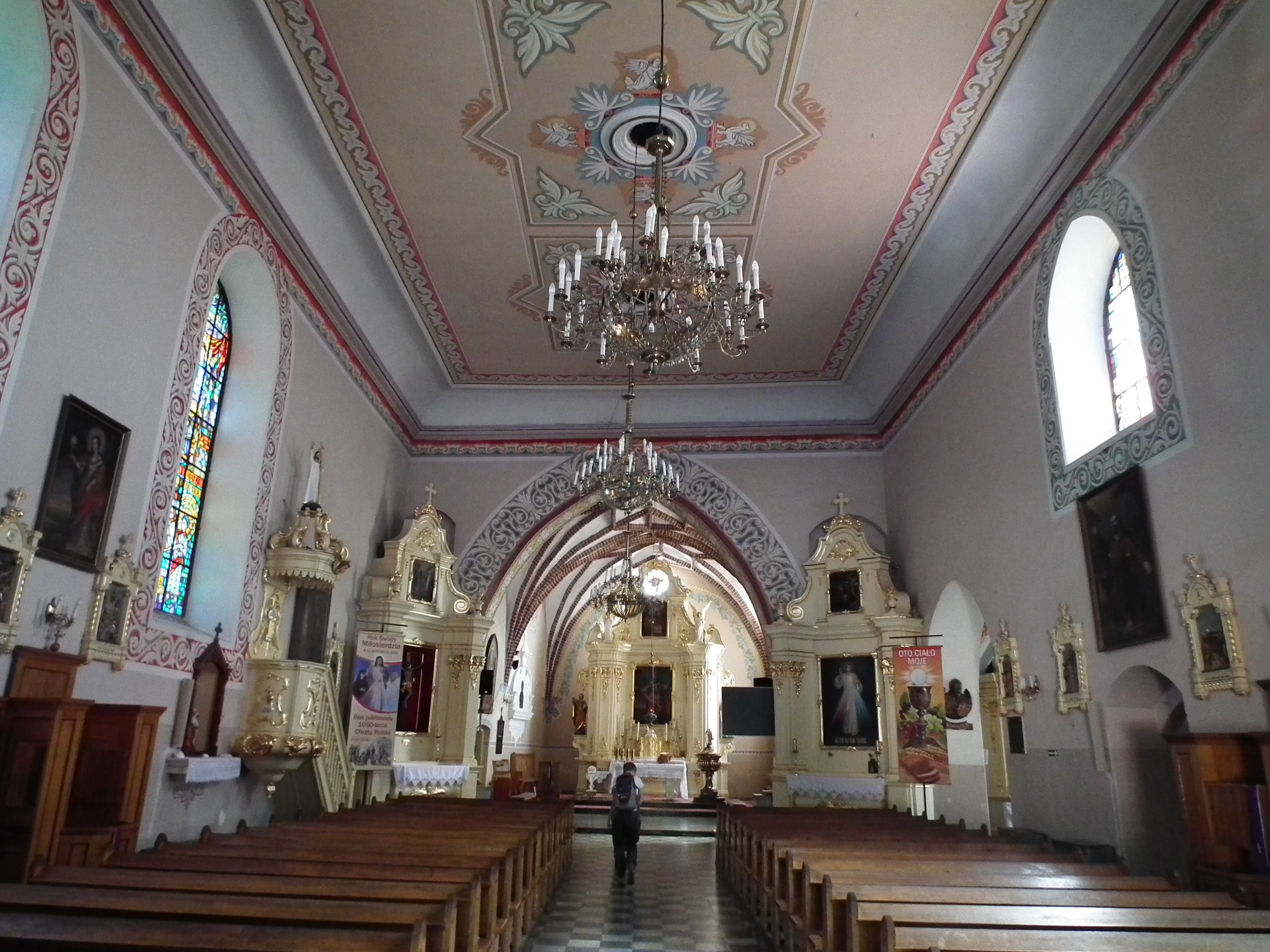
Wnętrze

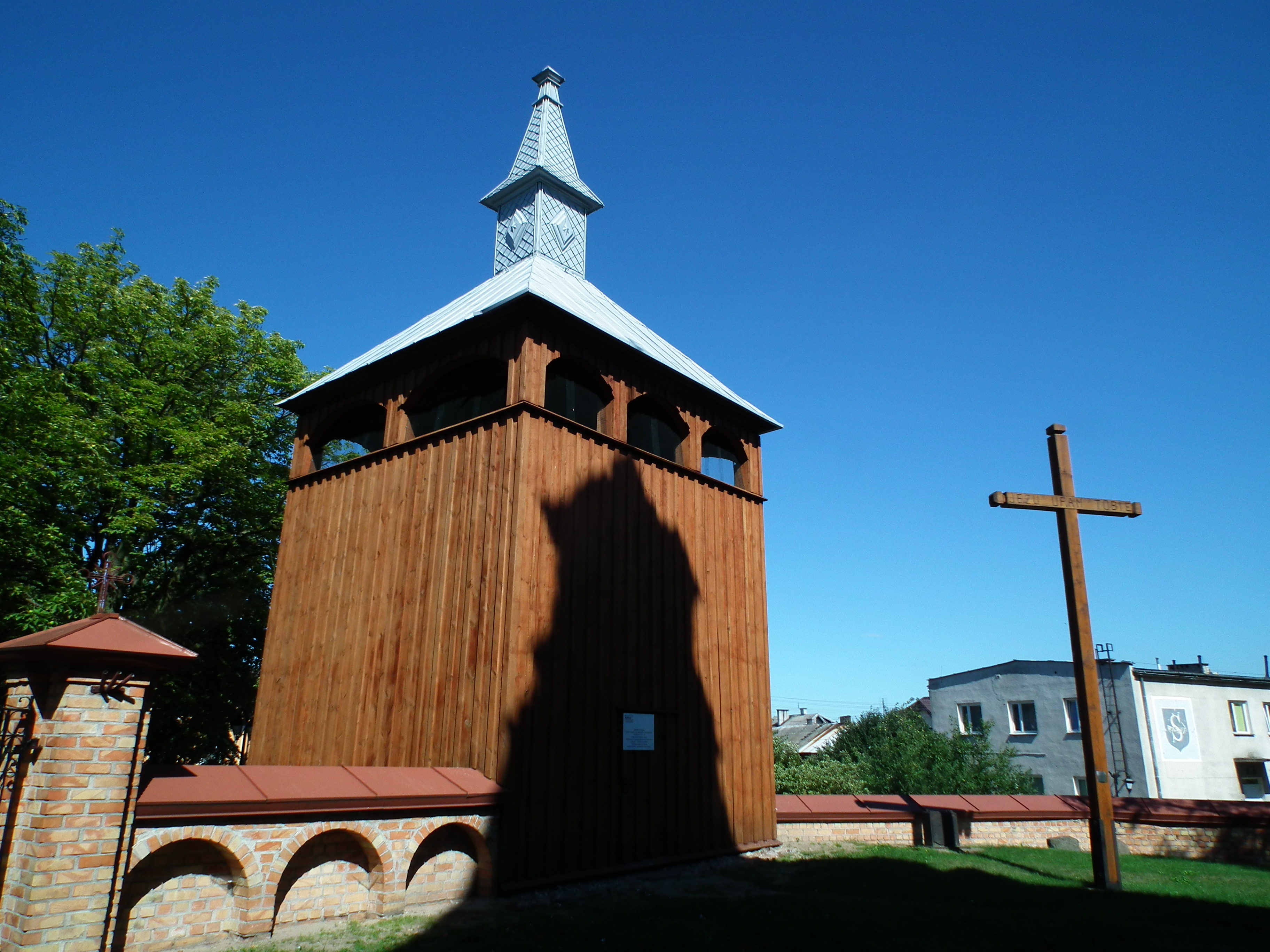
Dzwonnica

Budowla została wzniesiona około 1530 roku jako prywatna fundacja Feliksa Srzeńskiego. Kościół został zbudowany z cegły w wątku polskim, składa się z nawy o czterech przęsłach nakrytej sklepieniem zwierciadlanym i nieco mniejszego od nawy nakrytego sklepieniem gwiaździstym prezbiterium o dwóch przęsłach. Do prezbiterium jest dostawiona od strony północnej zakrystia z sakramentarium a do nawy od strony południowej jest dostawiona kaplica świętej Anny, nakryta sklepieniem kryształowym. 

## Wyposażenie
Do wyposażenia świątyni należą: prospekt organowy, rokokowy, pochodzący z XVIII wieku, płyta nagrobna przedstawiająca Jezusa Zmartwychwstałego, renesansowa, pochodząca z przełomu XVI/XVII wieku, nagrobek barokowy z portretem trumiennym, pochodzący z 2 połowy XVII wieku, nagrobek Feliksa Srzeńskiego, renesansowy, pochodzący z około 1546 roku, krucyfiks drewniany z ołtarza bocznego prawego, rokokowy, pochodzący z XVIII wieku, rzeźba Jezusa Zmartwychwstałego, drewniana, rokokowa, pochodząca z XVIII wieku, rzeźba gotycka Pietà ze Szreńska, rzeźba nieznanej Świętej, drewniana, barokowa, pochodząca z XVII wieku, znajdująca się w skarbczyku, obraz świętej Barbary, namalowany olejem na płótnie, barokowy, pochodzący z XVII wieku, obraz świętego Franciszka z Dzieciątkiem z ołtarza bocznego, namalowany olejem na płótnie, barokowy, pochodzący z XVIII wieku, obraz Matki Boskiej Częstochowskiej razem z sukienką srebrną, barokowy, pochodzący z przełomu XVI/XVII wieku, obraz Matki Boskiej Niepokalanego Poczęcia, namalowany olejem na płótnie, klasycystyczny pochodzący z XVIII wieku, obraz świętego Mikołaja i świętego Wawrzyńca z ołtarza bocznego, namalowany olejem na płótnie, barokowy, pochodzący z XVIII wieku, obraz świętego Rocha z ołtarza bocznego lewego, namalowany olejem na płótnie, barokowy, pochodzący z XVIII wieku, obraz świętej Anny Nauczającej z ołtarza w kaplicy, namalowany olejem na płótnie, barokowy, pochodzący z XVIII wieku, portret kanonika, namalowany olejem na płótnie, klasycystyczny, pochodzący z XVIII wieku, antepedium przedstawiające Ostatnią Wieczerzę, klasycystyczne, pochodzące z XIX wieku, ornat biały, klasycystyczny, pochodzący z XVIII wieku, tacka srebrna, klasycystyczna, pochodząca z 1816 roku, relikwiarz w kształcie krzyża ze złoconego srebra, barokowy, pochodzący z XVIII wieku, monstrancja o cechach gotyckich i barokowych, z blachy mosiężnej, pochodząca z 1727 roku, lampa wieczna srebrna, barokowa, pochodząca z XVIII wieku, znajdująca się w skarbczyku, kielich mszalny ze złoconego srebra, rokokowy, pochodzący z XVIII wieku, dwa kielichy, ze złoconego srebra, barokowe, pochodzące z XVIII wieku, epitafium Kazimierza Korwina Szymanowskiego, z piaskowca i marmuru, pochodzące z XIX wieku, feretron z obrazem świętego Jana Nepomucena, rokokowy, pochodzący z XVIII wieku, feretron z obrazem dwustronnym świętej Trójcy i Miłosierdzia Pańskiego, rokokowy, pochodzący z XVIII wieku i feretron z obrazem dwustronnym Matki Boskiej Różańcowej i świętego Józefa z Dzieciątkiem, rokokowy, pochodzący z XVIII wieku.